# Родезия на Паралимпийских играх
Родезия на Паралимпийских играх впервые приняла участие в 1960 году на летних Играх в Риме, и с тех пор принимала участие на всех летних Играх до 1980 года (не участвовали на Играх 1976 года). На зимних Играх делегация Родезии не участвовала ни разу.
Спортсмены Родезии завоевали на всех Играх в сумме 54 медали, из них 21 золотую.
Начиная с Игр 1980 года спортсмены с этой территории выступают под названием страны-преемника, в составе сборной Зимбабве.

## Медальный зачёт

### Медали летних Паралимпийских игр
| Игры             | Золото         | Серебро        | Бронза         | Всего          | Место          |
| ---------------- | -------------- | -------------- | -------------- | -------------- | -------------- |
| 1960 Рим         | 2              | 1              | 2              | 5              | 11             |
| 1964 Токио       | 10             | 5              | 2              | 17             | 5              |
| 1968 Тель-Авив   | 6              | 7              | 7              | 20             | 11             |
| 1972 Гейдельберг | 3              | 5              | 4              | 12             | 17             |
| 1976 Торонто     | не участвовали | не участвовали | не участвовали | не участвовали | не участвовали |